# Cảnh Huống
Cảnh Huống (chữ Hán: 耿況, ? – 36) là quan viên nhà Đông Hán trong lịch sử Trung Quốc.

## Xuất thân
Huống tự Hiệp Du, là người huyện Mậu Lăng, quận Phù Phong . Tổ tiên họ Cảnh được làm Phù Phong thái thú vào thời Hán Vũ đế, nên dời nhà từ quận Cự Lộc  đến đây. 
Đời Tân, Huống nhờ đỗ khoa Minh kinh nên được làm Lang. Huống từng cùng em họ Vương Mãng là Vương Cấp theo An Khâu Vọng Chi (họ kép An Khâu) học Lão tử (tức kinh Đạo Đức). Sau đó Huống được bổ nhiệm làm Sóc Điều liên soái . 

## Quy thuận Lưu Tú
Năm Canh Thủy đầu tiên (23), Hán Canh Thủy đế phái sứ giả đi khắp các quận hứa hẹn “ai hàng trước thì được giữ tước vị”. Sứ giả đến quận Thượng Cốc, Huống ra đón, nộp lên ấn thụ thái thú. Sứ giả nhận rồi không có ý trả lại, Công tào Khấu Tuân mang quân đến, vừa mềm vừa rắn đòi lại ấn thụ. Sứ giả bất đắc dĩ dựa theo hứa hẹn trước đó mà khôi phục chức vụ cho Huống. 
Cùng năm, nhà Tân sụp đổ, lực lượng nổi dậy ở các nơi đều tự ý thay đổi quan viên địa phương. Huống xét mình do nhà Tân bổ nhiệm, trong lòng bất an, bèn sai con trưởng là Cảnh Yểm đi Trường An tỏ lòng thần phục Hán Canh Thủy đế, nhằm củng cố địa vị của mình.  Yểm đi chưa lâu, Vương Lang nổi dậy ở Hàm Đan, Huống cùng Trưởng sử Cảnh Đan bàn bạc, rồi quyết định chống lại Lang. 
Khi ấy Yểm cũng bị cuộc nổi dậy của Vương Lang làm lỡ đường, nhân đó gặp được Đại tư mã Lưu Tú.  Yểm quyết định quy thuận Lưu Tú, gởi thư cho Huống, trình bày độ lượng và tài năng của Tú, đề nghị Huống mau chóng đến gặp. Huống bèn tiến đến Xương Bình, sai con trai thứ 2 là Cảnh Thư dâng ngựa cho Lưu Tú. 
Gặp lúc lực lượng của Lưu Tú tan rã, Yểm chạy về Xương Bình, thuyết phục Huống giúp Lưu Tú. Huống tỏ ra nghi ngại vì thế lực của Vương Lang lớn mạnh, Công tào Khấu Tuân, Môn hạ duyện Mẫn Nghiệp bèn đề nghị liên kết với Ngư Dương thái thú Bành Sủng cùng giúp Lưu Tú. Huống đồng ý, bèn sai Khấu Tuân đông hạ đi sứ gặp Bành Sủng, ước hẹn cả hai quận đều phát 2000 kỵ binh, 1000 bộ binh. Sau đó liên quân 2 quận giúp đỡ Lưu Tú bình định Vương Lang rất đắc lực.    Vì thế Huống được gia làm Đại tướng quân, Hưng Nghĩa hầu, được quyền tự đặt các quan tướng phụ tá. 
Năm Canh Thủy thứ 2 (24), Canh Thủy đế trưng Đại Quận thái thú Triệu Vĩnh về Trường An, Huống bèn khuyên Vĩnh đừng nhận lời, đề nghị ông ta đến gặp Lưu Tú. Sau đó Lưu Tú cho phép Vĩnh quay về quận, nhưng trong lúc Vĩnh còn đang trên đường, Đại quận lệnh Trương Diệp chiếm thành làm phản, kêu gọi người Hung Nô, Ô Hoàn giúp đỡ. Lưu Tú bèn lấy Cảnh Thư làm Phục Hồ tướng quân, sai đi đánh Diệp. Thư phá được địch, nên Vĩnh có thể trở về quận Đại. Khi ấy 20 vạn nghĩa quân Ngũ Hiệu cướp bóc lên phía bắc, Huống cùng Thư liên binh đánh phá, nghĩa quân lui chạy. 

## Trung thành không đổi
Năm Kiến Vũ thứ 2 (26), Ngư Dương thái thú Bành Sủng bất mãn Hán Quang Vũ đế Lưu Tú nên nổi dậy, sai sứ khuyên dụ Huống, ông liền bắt chém sứ giả.  Năm thứ 4 (28), Quang Vũ đế giáng chiếu cho Cảnh Yểm tiến đánh Ngư Dương. Yểm cho rằng cha mình và Bành Sủng có giao tình, trong nhà lại không có người ở kinh sư, nên lấy làm nghi ngại, không dám một mình tiến quân, dâng thư xin về Lạc Dương. Quang Vũ đế đáp chiếu vỗ về, đồng thời Huống cũng biết tin Yểm xin về kinh, bèn sai con trai thứ 3 là Cảnh Quốc vào chầu ở Lạc Dương. Đế rất hài lòng, cho Huống được tiến phong làm Du Mi hầu. 
Bấy giờ Chinh lỗ tướng quân Sái Tuân đóng đồn Lương Hương, Kiêu kỵ tướng quân Lưu Hỷ đóng đồn Dương Hương, chống lại Bành Sủng. Sủng sai em trai Bành Thuần đem hơn 2000 kỵ binh Hung Nô, Sủng tự dẫn mấy vạn binh, chia 2 đường đánh Tuân, Hỷ. Kỵ binh Hung Nô đi qua Quân Đô, Huống sai Cảnh Thư tập kích, phá được địch, chém 2 vương của Hung Nô, Sủng bèn lui chạy. Huống lại cùng Thư tấn công Sủng, chiếm Quân Đô. 
Năm thứ 5 (29), Sủng chết, Quang Vũ đế khen công lao của Huống, sai Quang lộc đại phu Phàn Hoành cầm cờ tiết đón ông, nói: “Quận vùng biên nghèo khổ, không nên ở quá lâu.” Huống đến kinh sư, được ban phủ đệ, có đặc quyền Phụng triều thỉnh. Ngoài ra Cảnh Thư được phong tước Mưu Bình hầu. 
Năm thứ 12 (36), Huống bệnh nặng, Quảng Vũ đế mấy lần đích thân đến thăm, còn lấy em của Quốc là Quảng, Cử làm Trung lang tướng. Huống mất, thụy là Liệt hầu. Con út là Bá được tập tước. 

## Hậu duệ
Huống có 6 con trai: Yểm, Thư, Quốc, Quảng, Cử, Bá.
- Cảnh Yểm được phong Hảo Chỉ hầu, đứng thứ 4 trong Vân Đài nhị thập bát tướng.
Yểm sanh Trung, Trung sanh Phùng, Phùng sanh Lương, Lương sanh Hiệp.
- Cảnh Thư được phong Mưu Bình hầu, làm đến Phục Hồ tướng quân.
Thư sanh Tập, Tập sanh Bảo, Bảo sanh Cơ.
- Cảnh Quốc được làm đến Đại tư nông.
Quốc sanh Bỉnh, Quỳ. Bỉnh sanh Xung.
Chút (tằng tôn) của Bỉnh là Kỷ tham dự âm mưu lật đổ quyền thần Tào Tháo vào năm Kiến An thứ 23 (218), khiến gia tộc họ Cảnh bị Tào Tháo giết gần sạch.
- Cảnh Quảng được làm đến Trung lang tướng.
Quảng sanh Cung, Cung sanh Phổ, Phổ sanh Hoành, Diệp.
- Cảnh Cử được làm đến Trung lang tướng.
- Cảnh Bá được tập tước Du Mi hầu.
Bá sanh Văn Kim, Văn Kim sanh Hỷ, Hỷ sanh Hiển, Hiển sanh Viên.
Viên được gả em gái của Hán Hoàn đế là Trường Xã công chúa, làm đến Hà Đông thái thú. Cảnh Hoành – cháu nội của Viên – là người duy nhất sống sót sau cuộc tru di của Tào Tháo. [1]

Anh em Cảnh Yểm 6 người đều được đeo dây thao xanh tía (xanh của công khanh, tía của hầu tước), được ngự y chăm sóc chữa bệnh, đương thời lấy làm vinh. 
Nhà họ Cảnh từ Cảnh Huống về sau có 2 Đại tướng quân, 9 tướng quân, 13 khanh, 3 người được gả công chúa, 19 liệt hầu, còn Trung lang tướng, Hộ Khương hiệu úy, thứ sử, quan viên nhận bổng lộc 2000 thạch có từ vài mươi đến trăm người. Cuối niên hiệu Kiến An, Cảnh thị bị Tào Tháo tru di. Phạm Diệp nhận xét: cùng nhà (Đông) Hán hưng suy. 